# William Russell (attore 1884)
William Russell, nato William F. Lerche (New York, 12 aprile 1884 – Beverly Hills, 18 febbraio 1929), è stato un attore, regista, sceneggiatore e produttore cinematografico statunitense, noto anche con il nome  William E. Russell.

## Biografia
Nato nel Bronx, era figlio di Clara e Charles Russell. La madre era una nota attrice teatrale, il padre era stato pastore e poi professore universitario alla Fordham University. William iniziò  la sua carriera di attore teatrale a otto anni. Apparve in ruoli di rilievo accanto a nomi famosi del palcoscenico quali Ethel Barrymore, Chauncey Olcott, Blanche Bates, Maude Adams e altri. A sedici anni, dovette interromperla essendo diventato invalido. Dopo sei anni di rigorosa fisioterapia, poté riprendere a recitare, dedicandosi molto anche allo sport. Divenne perfino campione dilettante di pugilato.
La sua carriera cinematografica iniziò nel 1910, quando debuttò in un western della Essanay diretto e interpretato da Gilbert M. 'Broncho Billy' Anderson. Poco dopo, passerà alla Thanhouser Company, una compagnia di produzione della costa orientale con sede a New Rochelle. Messo sotto contratto, resterà alla Thanhouser nei seguenti tre anni per lasciarla nel 1914 quando andrà a lavorare per la Biograph.
Nel 1917, si sposò con l'attrice Charlotte Burton, ma il matrimonio durò pochi anni. I due, nel 1921, divorziarono. Russell si risposò il 21 giugno 1925 con un'altra attrice, Helen Ferguson.
L'attore morì di polmonite a soli 44 anni, nel 1929. Venne sepolto al Forest Lawn Memorial Park di Glendale. Due settimane dopo morì di polmonite anche suo fratello, il regista Albert Russell.

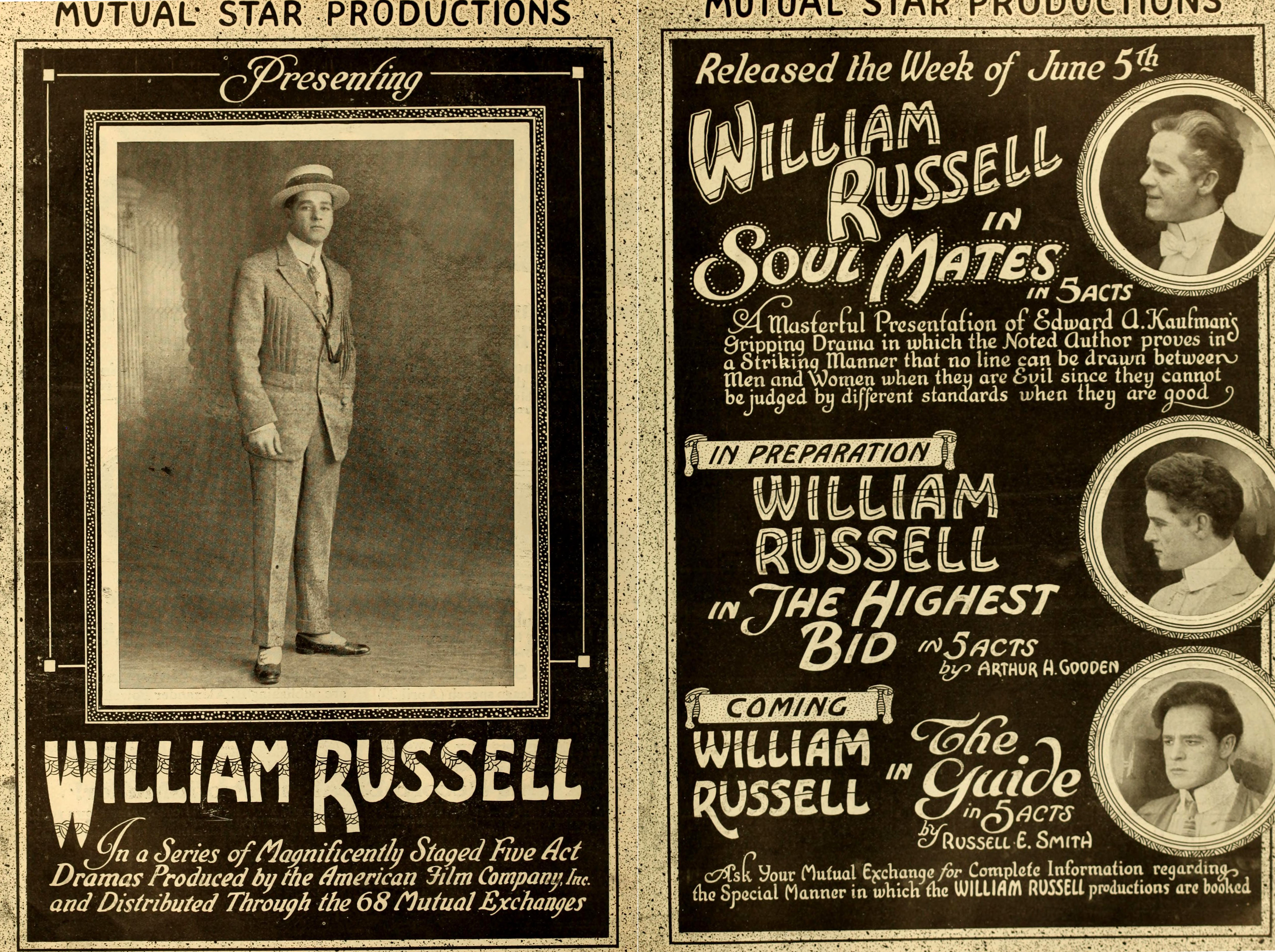

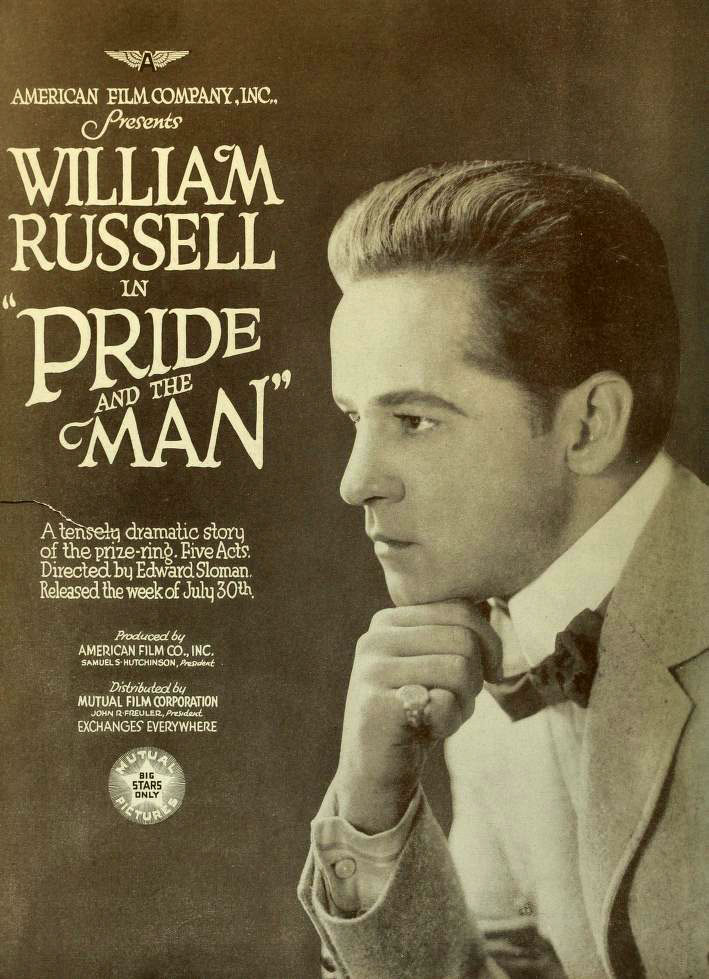
Pride and the Man (1917)

## Filmografia
Quando manca il nome del regista, questo non viene riportato nei titoli

### Attore (parziale)

#### 1910
- Under Western Skies, regia di Gilbert M. 'Broncho Billy' Anderson - cortometraggio (1910)
- John Halifax, Gentleman, regia di Theodore Marston  - cortometraggio (1910)
- Looking Forward - cortometraggio (1910)
- The Vicar of Wakefield[2] - cortometraggio (1910)
- Hypnotized - cortometraggio (1910)

#### 1911
- The Pasha's Daughter (1911)
- Bertie's Brainstorm (1911)
- His Younger Brother (1911)
- The Charity of the Poor (1911)
- The Sinner (1911)
- The Railroad Builder (1911)
- The Colonel and the King (1911)
- Get Rich Quick (1911)
- The Stepmother (1911)
- Lorna Doone - cortometraggio (1911)[3]
- A Doll's House (1911)
- The Train Despatcher (1911)
- The Cross (1911)
- The Lie (1911)
- Young Lochinvar (1911)
- The Higher Law, regia di George Nichols (1911)
- David Copperfield, regia di George O. Nichols[4] - cortometraggio (1911)
- Their Burglar (1911)
- The Last of the Mohicans, regia di Theodore Marston (1911)
- The Lady from the Sea, regia di Lucius Henderson (1911)

#### 1912
- The Twelfth Juror (1912)
- A Niagara Honeymoon (1912)
- East Lynne, regia di Theodore Marston (1912)
- The Trouble Maker (1912)
- The Silent Witness (1912)
- A Message from Niagara (1912)
- The Guilty Baby (1912)
- The Arab's Bride, regia di George Nichols (1912)
- Extravagance, regia di George Nichols (1912)
- Flying to Fortune, regia di George Nichols (1912)
- For Sale -- A Life, regia di George Nichols (1912)
- The Girl of the Grove, regia di George Nichols (1912)
- A Love of Long Ago, regia di George Nichols (1912)
- Into the Desert, regia di George Nichols (1912)
- Rejuvenation, regia di George Nichols (1912)
- The Cry of the Children, regia di George Nichols (1912)
- The Saleslady, regia di George Nichols (1912)
- Jilted (1912)
- The Little Shut-In, regia di Lucius Henderson   (1912)
- Jess, regia di George Nichols (1912)
- The Ring of a Spanish Grandee, regia di George Nichols (1912)
- On the Stroke of Five, regia di Lucius Henderson (1912)
- The Night Clerk's Nightmare, regia di Lucius Henderson (1912)
- Under Two Flags, regia di Lucius Henderson (1912)
- Pa's Medicine, regia di George Nichols (1912)
- The Portrait of Lady Anne, regia di Lloyd Lonergan (1912)
- The Merchant of Venice, regia di Lucius Henderson (1912)
- The Wrecked Taxi (1912)
- Lucile, regia di Lucius Henderson (1912)
- A Star Reborn (1912)
- Orator, Knight and Cow Charmer (1912)
- Undine, regia di Lucius Henderson   (1912)
- Miss Robinson Crusoe (1912)
- When Mercy Tempers Justice (1912)
- For the Mikado, regia di Albert W. Hale (1912)
- Put Yourself in His Place, regia di Theodore Marston (1912)
- The Little Girl Next Door, regia di Lucius Henderson (1912)
- Through the Flames (1912)
- In Time of Peril (1912)
- The Forest Rose, regia di Theodore Marston (1912)
- A Will and a Way (1912)
- The Repeater (1912)
- The Star of Bethlehem, regia di Lawrence Marston (1912)

#### 1913
- Some Fools There Were, regia di Lucius Henderson (1913)
- The Way to a Man's Heart, regia di Lucius Henderson (1913)
- An Honest Young Man, regia di Lucius Henderson (1913)
- Won at the Rodeo, regia di Lucius Henderson (1913)
- For Her Boy's Sake (1913)
- Cymbeline, regia di Lucius Henderson (1913)
- Retribution (1913)
- Rosie's Revenge (1913)
- The Marble Heart (1913)
- Carmen, regia di Lucius Henderson (1913)
- The Caged Bird (1913)
- While Baby Slept, regia di Lloyd Lonergan (1913)
- A Modern Lochinvar (1913)
- King René's Daughter, regia di Eugene Moore (1913)
- Tannhäuser, regia di Lucius Henderson (1913)
- Brethren of the Sacred Fish (1913)
- Little Dorrit, regia di James Kirkwood (1913)
- In the Nick of Time (1913)
- Oh! Such a Beautiful Ocean (1913)
- The Missing Witness, regia di Thomas N. Heffron (1913)
- Robin Hood, regia di Theodore Marston (1913)
- Moths, regia di Lawrence Marston (1913)
- A Deep Sea Liar, regia di Carl Gregory (1913)
- A Peaceful Victory (1913)
- The Mystery of the Haunted Hotel, regia di Carl Gregory (1913)
- The Step Brothers, regia di Tom Ricketts (1913)
- A Twentieth Century Farmer (1913)
- The Water Cure (1913)
- Little Brother (1913)
- Curfew Shall Not Ring Tonight (1913)
- The Problem Love Solved (1913)
- Peggy's Invitation, regia di James Durkin (1913)
- The Bush Leaguer's Dream (1913)

#### 1914
- His Fireman's Conscience, regia di Anthony O'Sullivan (1914)
- The Dilemma, regia di George Morgan (1914)
- The Bondage of Fear (1914)
- Her Big Scoop, regia di Travers Vale (1914)
- The Science of Crime, regia di George Morgan (1914)
- Her Primitive Model, regia di Travers Vale (1914)
- The Cricket on the Hearth (1914)
- The Power of the Press (1914)
- The Straight Road, regia di Allan Dwan] (1914)
- Under the Gaslight, regia di Lawrence Marston (1914)

#### 1915
- The Dancing Girl, regia di Allan Dwan (1915)
- The Diamond from the Sky, regia di Jacques Jaccard e William Desmond Taylor (1915)
- Garden of Lies, regia di John H. Pratt (Jack Pratt) (1915)
- Dora Thorne, regia di Lawrence Marston (1915)
- Curly, regia di Donald MacDonald (1915)

#### 1916
- The Thoroughbred, regia di Charles Bartlett (1916)
- The Smugglers of Santa Cruz, regia di Donald MacDonald (1916)
- Pique, regia di Lawrence Marston (1916)
- The Craving, regia di Charles Bartlett (1916)
- The Bruiser, regia di Charles Bartlett (1916)
- Madelaine Morel (1916)
- Soul Mates, regia di William Russell e Jack Prescott (1916)
- The Highest Bid, regia di William Russell (1916)
- The Strength of Donald McKenzie, regia di Jack Prescott e William Russell (1916)
- The Man Who Would Not Die, regia di Jack Prescott, William Russell (1916)
- The Torch Bearer, regia di Jack Prescott, William Russell (1916)
- The Love Hermit, regia di Jack Prescott (1916)
- Lone Star, regia di Edward Sloman (1916)
- Sequel to the Diamond from the Sky, regia di Edward Sloman (1916)
- The Twinkler, regia di Edward Sloman (1916)

#### 1917
- A Rough Shod Fighter (1917)
- My Fighting Gentleman, regia di Edward Sloman (1917)
- High Play, regia di Edward Sloman (1917)
- The Frame-Up, regia di Edward Sloman (1917)
- The Shackles of Truth, regia di Edward Sloman (1917)
- The Masked Heart, regia di Edward Sloman (1917)
- Pride and the Man, regia di Edward Sloman (1917)
- Sands of Sacrifice, regia di Edward Sloman (1917)
- The Sea Master, regia di Edward Sloman (1917)
- Snap Judgment, regia di Edward Sloman (1917)
- New York Luck, regia di Edward Sloman (1917)

#### 1918
- In Bad, regia di Edward Sloman (1918)
- The Midnight Trail, regia di Edward Sloman (1918)
- Hearts or Diamonds?, regia di Henry King (1918)
- Up Romance Road, regia di Henry King (1918)
- Hobbs in a Hurry, regia di Henry King (1918)
- Jack marito d'occasione (All the World to Nothing), regia di Henry King (1918)

#### 1919
- When a Man Rides Alone, regia di Henry King (1919)
- Where the West Begins, regia di Henry King (1919)
- Brass Buttons, regia di Henry King (1919)
- Some Liar, regia di Henry King (1919)
- A Sporting Chance, regia di Henry King (1919)
- This Hero Stuff, regia di Henry King (1919)
- Six Feet Four, regia di Henry King (1919)
- Sacred Silence
- Eastward Ho!
- The Lincoln Highwayman

#### 1920
- The Valley of Tomorrow
- Shod with Fire
- Leave It to Me, regia di Emmett J. Flynn (1920)
- Twins of Suffering Creek, regia di Scott R. Dunlap (1920)
- The Man Who Dared, regia di Emmett J. Flynn (1920)
- The Challenge of the Law
- The Sea Master
- The Iron Rider, regia di Scott R. Dunlap (1920)

#### 1921
- The Cheater Reformed, regia di Scott R. Dunlap (1921)
- Bare Knuckles, regia di James P. Hogan (1921)
- Colorado Pluck
- Children of the Night, regia di John Francis Dillon (1921)
- Singing River
- The Lady from Longacre, regia di George Marshall (1921)
- Desert Blossoms
- The Roof Tree

#### 1922
- The Men of Zanzibar, regia di Rowland V. Lee (1922)
- The Crusader, regia di Howard M. Mitchell (1922)

#### 1925
- Big Pal, regia di John G. Adolfi (1925)
- My Neighbor's Wife, regia di Clarence Geldart (1925)

#### 1926
- L'aquila azzurra (The Blue Eagle), regia di John Ford (1926)
- The Still Alarm, regia di Edward Laemmle (1926)

#### 1927
- The Girl from Chicago, regia di Ray Enright (1927)

#### 1928
- Through the Breakers, regia di Joseph C. Boyle (1928)

### Regista
- Soul Mates, co-regia Jack Prescott (1916)
- The Highest Bid (1916)
- The Strength of Donald McKenzie, co-regia di Jack Prescott (1916)
- The Man Who Would Not Die, co-regia di Jack Prescott (1916)
- The Torch Bearer (1916)

### Produttore
- Hearts or Diamonds?, regia di Henry King (1918)
- When a Man Rides Alone, regia di Henry King (1919)
- Man's Size
- Big Pal, regia di John G. Adolfi (1925)

### Sceneggiatore
- Pride and the Man, regia di Edward Sloman (1917)

### Film o documentari dove appare William Russell
- Screen Snapshots, Series 3, No. 13 documentario - sé stesso (1922)
- Movie Memories, regia di (non accreditato) Ralph Staub - sé stesso (1934)